# آبارث ۱۲۴ اسپایدر
آبارث ۱۲۴ اسپایدر (به انگلیسی: Abarth 124 Spider) یک نسخه پرفورمنس از فیات ۱۲۴ اسپایدر (۲۰۱۶) است که توسط مزدا برای گروه فیات کرایسلر تحت مارک آبارث ساخته شده‌است. این خودرو در نمایشگاه خودروی ژنو ۲۰۱۶ به‌همراه خودروی مسابقه‌ای آبارث ۱۲۴ اسپایدر رالی معرفی شد. مونتاژ نهایی خودرو در آفیسین آبارث در تورین، ایتالیا انجام می‌شود، جایی که قطعات خاص مدل بر روی رودستر ساخته شده ژاپنی نصب می‌شوند.

## عملکرد
آبارث ۱۲۴ موتور ۱٬۳۶۸ سانتی‌متر مکعب (۱٫۴ لیتر؛ ۸۳٫۵ اینچ مکعب) MultiAir توربوی چهارسیلندر خطی را حمل می‌کند که برای ارائه ۱۷۰ اسب بخار متری (۱۲۵ کیلووات؛ ۱۶۸ اسب بخار ترمز) در ۵٬۵۰۰ دور در دقیقه و ۲۵۰ نیوتن متر (۱۸۴ پوند-فوت) ارتقا یافته‌است. دور در دقیقه حداکثر سرعت آن ۲۳۲ کیلومتر بر ساعت (۱۴۴ مایل بر ساعت) است و می‌تواند در ۶٫۸ ثانیه از ۰ تا ۱۰۰ کیلومتر بر ساعت (۶۲ مایل بر ساعت) شتاب بگیرد.

## امکانات
آبارث ۱۲۴ تغییرات زیادی نسبت به همتای خود در فیات دارد. در نمای بیرونی، اینها شامل نشان آبارث، یک نوار مسابقه‌ای مشکی اختیاری که روی کاپوت و عرشه آن نقاشی شده‌است، و چرخ‌های آلومینیومی ۱۷ اینچی است. فضای داخلی دارای چرم مشکی گرم شونده و صندلی‌های اسپرت میکروفیبر با گزینه‌ای از چرم و صندلی‌های جیر آلکانترا ریکارو است.
همچنین دارای یک فرمان اسپورت روکش چرمی و دسته دنده، و همچنین دوخت قرمز رنگ است.

## آبارث ۱۲۴ اسپایدر رالی
آبارث ۱۲۴ اسپایدر رالی یک نسخه رالی از ۱۲۴ است که در رده فیا آر-جی‌تی معرفی شده‌است. این موتور ۱٫۸ لیتری توربوشارژ با قدرت ۳۰۰ اسب بخار متری (۲۲۱ کیلووات؛ ۲۹۶ اسب بخار) در ۶٬۵۰۰ دور در دقیقه دارد.

## نگارخانه

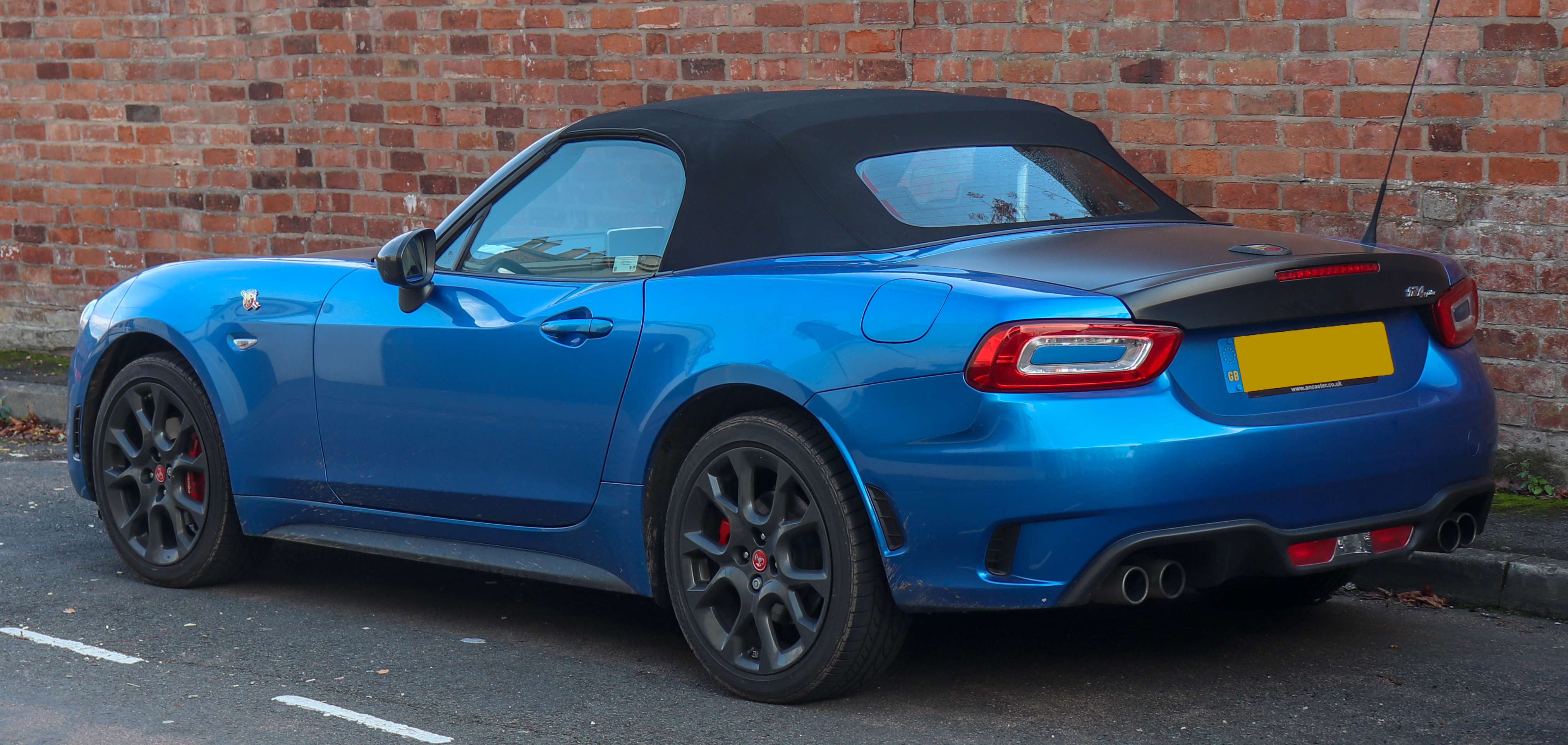
عقب
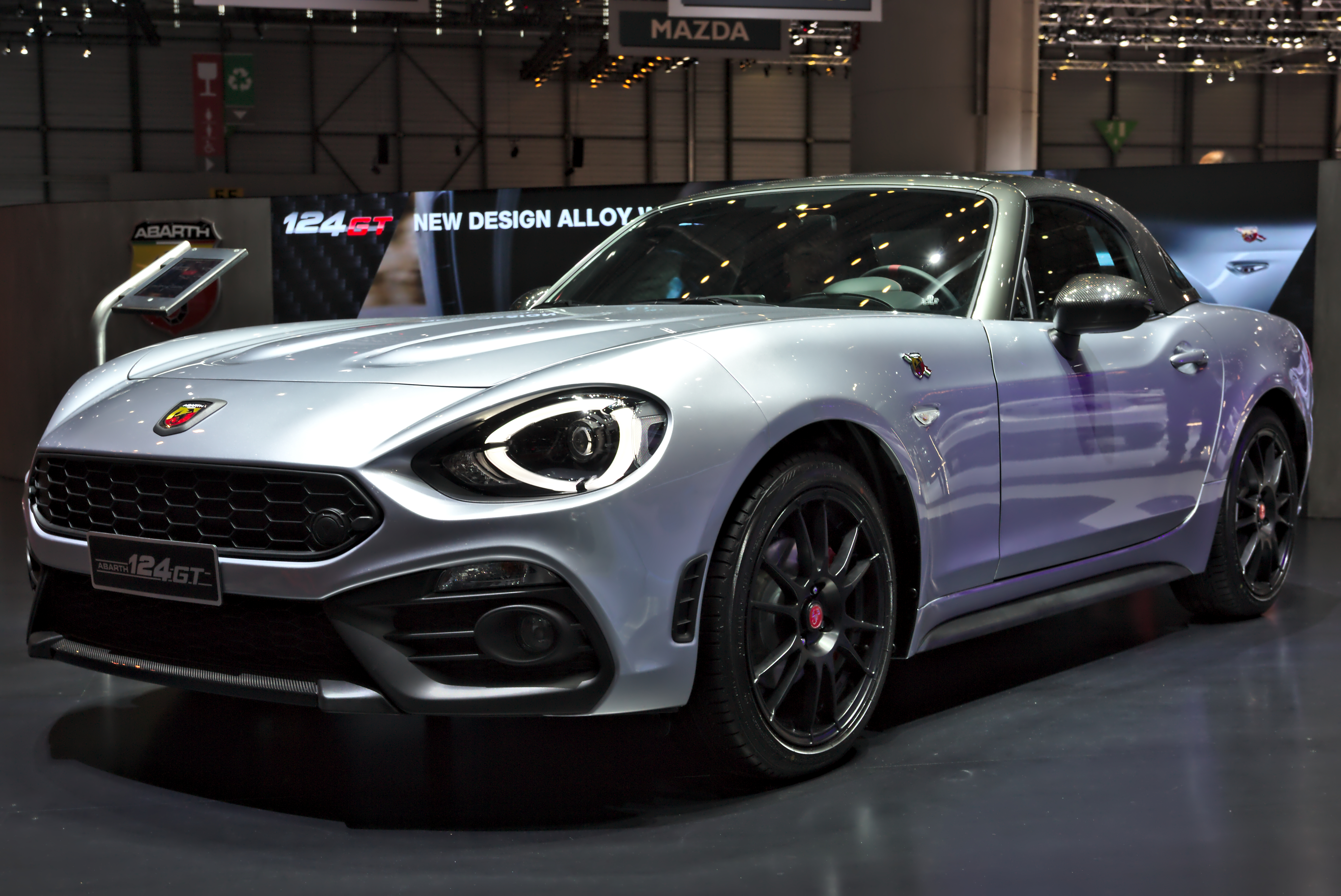
آبارث ۱۲۴ اسپایدر جی‌تی در نمایشگاه خودروی ژنو ۲۰۱۸
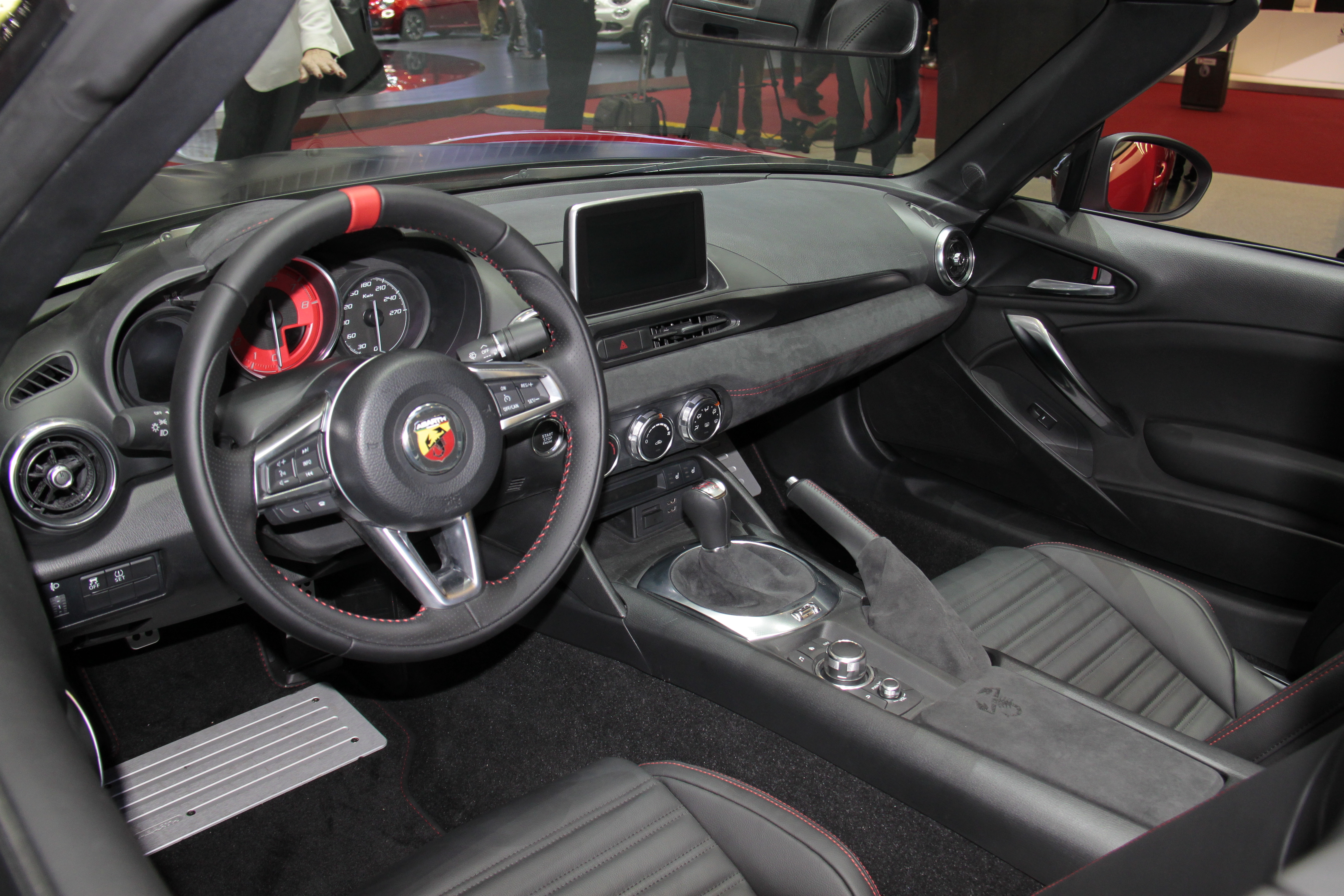
داخل